# Maraghe
Maraghe (Marāghé o Marāgha, persa مراغه azerí مراغه ) es una ciudad en el norte de Irán a orillas del río Safi Chay. Está ubicada 130 kilómetros al sur de Tabriz, en la provincia de Azerbaiyán Oriental. Tiene una población de unos 300 000 habitantes.

## La ciudad
Maraghe es una antigua ciudad situada en un valle estrecho que corre casi de norte a sur en el extremo oriental de una llanura bien cultivada abierta al lago Urmía, que queda a unos 30 kilómetros al oeste. La ciudad está abarcada por una alta muralla, arruinada en muchos lugares, y tiene cuatro puertas. Cuenta con dos puentes de piedra en buenas condiciones, que se dice que se construyeron durante el reinado de Hulagu Kan (1217-1265), quien hizo de Maraghe la capital del Ilkanato. Poco después se convirtió en la sede del patriarca de la Iglesia asiria del Oriente Mar Yaballaha III. El lugar está rodeado por extensos viñedos y huertos, así como bien irrigada por canales que traen agua del río, y produce grandes cantidades de fruta. Las colinas al oeste de la ciudad están formadas en estratos horizontales de arenisca cubierta con piezas irregulares de basalto.
Una de las famosas torres de enterramiento, la Gonbad-e-Kabud (Torre Azul, 1197) está decorada con azulejos girih que recuerdan a la teselación de Penrose.
Su mármol, que es conocido en Irán como «mármol de Maraghe», es un travertino obtenido en la villa de Dashkasan, cerca de Azarshahr, a 50 km al noroeste de Maraghe. Está depositado de agua, que burbujean de una serie de manantiales en la forma de capas horizontales, que al principio son cortezas finas y pueden romperse fácilmente, pero gradualmente se solidifican y endurecen en bloques con el grosor de veinte centímetros. Es una substancia singularmente bella, de rosa, verdoso o blanco leche, con vetas de color rojo cobrizo. Se exporta y vende en todo el mundo con el nombre de «rojo» o «amarillo de Azarshar».
Los estratos de mioceno tardío cerca de Maraghe han producido rica cosecha de fósiles vertebrados para los museos europeos y norteamericanos. Un equipo multinacional reabrió el yacimiento fósil en 2008.

## Centros educativos
Hay varias universidades en Maraghe:
- La Universidad de Maraghe.
- La Universidad Payam-e Noor de Maraghe.
- La Universidad Azad de Maraghe.

## Observatorio

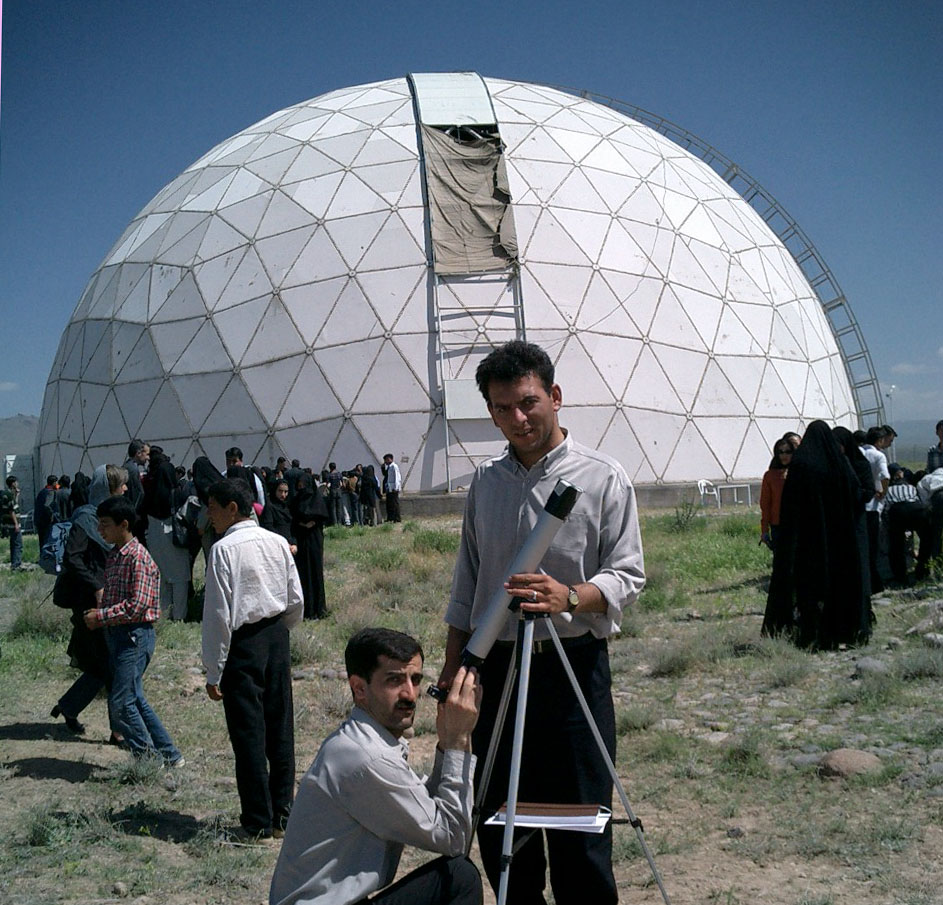
Observando el tránsito de Venus en las inmediaciones del observatorio.

En una colina al oeste de la ciudad están los restos del famoso observatorio de Maraghe llamado «Rasadjane», construido bajo la dirección de Hulagu Kan para Nasir al-Din al-Tusi. El edificio, que sin duda sirvió también de ciudadela, abarca un espacio de 340 por 135 metros, y los cimientos de los muros tienen un grosor de trece a dos metros. Los resultados de las observaciones astronómicas fueron compilados en las Tablas iljaníes, que influyeron en Copérnico. Los restos inspiraron a Ulugh Beg al construir su observatorio en Samarcanda.

## Personalidades
Entre las personas notables oriundas de Maraghe se cuentan:
- Nasir al-Din al-Tusi, que desarrolló el acople Tusi, más tarde usada en el modelo copernicano.
- El músico de época timurí Abdolqader Maragheí.

Aquí también trabajó y falleció el obispo, cronista y poeta católico sirio Gregorio Bar Hebraeus (1226-1286), nacido en Siria.